# Tetramorium kutteri
Tetramorium kutteri is een mierensoort uit de onderfamilie van de knoopmieren (Myrmicinae). De wetenschappelijke naam van de soort werd in 1990 als Teleutomyrmex kutteri gepubliceerd door Jose Alberto Tinaut.